# Nephrotoma repanda
Nephrotoma repanda är en tvåvingeart som först beskrevs av Alexander 1914.  Nephrotoma repanda ingår i släktet Nephrotoma och familjen storharkrankar. Inga underarter finns listade i Catalogue of Life.